# Laser electron tự do
Laser electron tự do (tiếng Anh là Free Electron Laser, viết tắt FEL) là một loại laser có khả năng đổi màu (tunability) và tính phát quang đồng pha (coherent radiation) theo một nguyên tắc chung từ sóng mi-li-mét đến quang tuyến X. FEL khác với các loại laser thường ở chỗ FEL dùng electron không ràng buộc vào nguyên tử hay phân tử nào, cho nên có tên electron tự do. FEL sử dụng tia electron bay trong chân không với vận tốc gần bằng vận tốc ánh sáng (c = 2,9979 x 108 m/s) với năng lượng từ MeV (mega electron-volt) đến GeV (giga electron-volt), thông qua một chuỗi nam châm có từ trường dạng cos với số sóng ku, B = B0cos(kuz); z là vị trí trong chuỗi nam châm theo hướng đi của electron. Chuỗi nam châm này được gọi là máy gợn sóng (undulator) hoặc máy lắc lư (wiggler) tùy theo góc độ của quỹ đạo của electron với hướng đi trước khi vào máy (góc độ nhỏ undulator; góc độ lớn wiggler). Dưới ảnh hưởng của từ trường dạng cos, electron bị lực đẩy Lorentz và chạy theo quỹ đạo cũng có dạng cos, x = x0cos(kuz). Nếu nhìn từ xa ngược hướng đi electron, chúng ta sẽ thấy electron lắc lư qua lại (wiggle) trong máy gợn sóng. Giống như electron lắc lư trong ăng-ten phát ra sóng ra-dô (radio wave), electron lắc lư trong máy gợn sóng sẽ phóng phát sóng điện từ (electromagnetic wave), có nghĩa là, electron phát chùm ánh sáng cùng hướng đi với electron và thẳng góc với hướng lắc lư.
Đây chỉ là nguyên tắc của sự phát quang máy gợn sóng (undulator radiation) trong xincrôtron. Máy xincrôtron sử dụng electron với năng lượng GeV (giga electron-volt) để phát quang trong vùng quang tuyến X, thường dùng trong khảo cứu hóa sinh. Ánh sáng xincrôtron chưa thực sự là ánh sáng laser bởi vì ánh sáng xincrôtron không có tính đồng pha (coherence) và không được sự khuếch đại ánh sáng (light amplification). Để có tính đồng pha và sự khuếch đại ánh sáng, electron trong lúc phát quang phải dính chùm (bunch) với nhau và khoảng cách giữa hai chùm phải bằng một độ dài sóng (wavelength) của ánh sáng, gọi là sự dính chùm tiểu vi (microbunching). Sự dính chùm tiểu vi xảy ra tự nhiên trong FEL bởi vì electron thay đổi (tăng hoặc mất) năng lượng tùy thuộc vào pha của electron với sóng ánh sáng. Electron tăng/mất năng lượng sẽ sinh ra sự điều chế năng lượng (energy modulation), dẫn đến sự điều chế dòng điện (current modulation). Có nghĩa là electron bắt đầu với dòng điện DC (không bị điều chế) sau khi tác dụng với FEL sẽ biến thành dòng điện AC với khoảng cách điều chế (modulation length) bằng độ dài sóng. Electron bị dính chùm phát quang mạnh hơn và vì thế cường độ ánh sáng FEL được khuếch đại bằng số electron trong khoảng cách điều chế. Số electron này rất cao, từ 106 đến 1010, cho nên ánh sáng FEL mạnh hơn ánh sáng máy gợn sóng (undulator radiation) hàng triệu đến hàng tỉ lần.

## Nguyên Tắc
Để làm thành một laser (Light Amplification by Stimulated Emission of Radiation), chúng ta cần phải khuếch đại ánh sáng bằng phương pháp phát quang kích thích (stimulated emission). Trong laser thường, một lượng tử ánh sáng kích thích electron trên tầng năng lượng cao rơi xuống tầng năng lượng thấp, và mỗi electron rơi xuống phát ra một lượng tử cùng màu và cùng pha. Nếu có nhiều electron ở tầng năng lượng được kích thích để phóng ra nhiều lượng tử ánh sáng cùng pha, ánh sáng sẽ được khuếch đại và có tính đồng pha. FEL dùng electron không bị buộc vào tầng năng lượng của vật chất nhưng electron có năng lượng rất cao từ vài MeV (mega electron-volt) đến vài GeV ( giga electeon-volt). Thay vì dùng lượng tử ánh sáng, FEL dùng điện trường của ánh sáng (light's electric field) để tác dụng vào quỹ đạo electron trong không gian pha và thay đổi năng lượng của electron.
Không gian pha là một không gian gồm có ba cặp biến chính tắc (canonical variable): x (vị trí x) và px (động lượng x), y (vị trí y) và py (động lượng y), pha (phase) và năng lượng (energy). Trong phần này, chúng ta chỉ vẽ pha và năng lượng trên không gian hai chiều: năng lượng ở chiều cao và pha ở chiều ngang. Trên không gian pha hai chiều này, mỗi electron là một điểm đại diện cho một năng lượng và một pha. Nhiều electron lập thành một tổ hợp (ensemble) trên không gian hai chiều. Trước khi vào máy gợn sóng, tất cả electron ở cùng một năng lượng nhưng ở nhiều pha khác nhau. Có nghĩa là, trong một không gian pha bằng độ dài sóng, electron nằm trên cùng một năng lượng nhưng có nhiều pha khác nhau từ -π cho đến +π (mỗi độ dài sóng = 2π). Sau khi bị ánh sáng tác dụng, nửa electron sẽ mất năng lượng và nửa khác tăng năng lượng tùy thuộc vào pha của electron so với sóng ánh sáng. Trong mỗi độ dài sóng, electron có pha âm từ -π đến 0 được tăng năng lượng - quỹ đạo của chúng đi lên năng lượng cao - và electron có pha dương từ 0 đến +π bị mất năng lượng - quỹ đạo của chúng đi xuống năng lượng thấp. Vì thế, sau khi bị điện trường của ánh sáng tác dụng, quỹ đạo của chùm electron trong không gian pha sẽ biến đổi thành dạng sin (sinusoidal) với một chu kỳ bằng độ dài sóng. Một lúc sau, electron ở phía hậu (pha -π đến 0) với năng lượng cao sẽ bay nhanh và bắt kịp với electron ở phía trước (pha 0 đến +π) với năng lượng thấp và bay chậm hơn. Quỹ đạo trong không gian pha làm cho electron dính chùm nhau và tập tụ gần pha = 0 (ở giữa độ dài sóng). Vì hiện tượng này xẫy ra mỗi độ dài sóng, electron sẽ dính chùm lại thành từng chùm với khoảng cách bằng một độ dài sóng của ánh sáng. Đây là nguyên tắc của sự dính chùm vi tính (microbunching). Khi những electron dính chùm vi tính này phát quang, chúng sẽ phát quang đồng pha và bằng cường độ mạnh hơn ánh sáng xincrôtron với tỉ số electron trong mỗi chùm. Vì tỉ số này rất cao (bằng số electron trong mỗi chùm), sự khuếch đại ánh sáng trong một FEL có thể lên đến 106 - 1010.

## Lịch sử
John Madey thường được nhận là người phát minh FEL vì ông là người viết bài lý thuyết của FEL năm 1971 [1] và là người giáo sư hướng dẫn công cuộc thực hiện máy FEL đầu tiên ở Stanford năm 1978 [2]. Tuy nhiên, cơ bản của FEL đã được Robert Phillips chứng minh bằng máy ubitron (undulator beam interaction) ở vùng sóng mi-li-mết vào năm 1960 [3]. 